# Чьон Сай Хо
Чьон Сай Хо (кит.: 蔣世豪, нар. 27 серпня 1975 — пом. 22 квітня 2011) — гонконгський футболіст.
У 1993 році в складі молодіжної команди Гонконгу Чьон Сай Хо забив один з найшвидших голів в історії футболу, відзначившись у грі на Кубок Портсмута проти команди Великої Британії вже на 2,8 секунді матчу.
Свою останню гру за збірну Гонконгу під час кваліфікації ЧС-2010 у 2007 році, де він допоміг Гонконгу завдати поразки Східному Тимору від 2:3 і 8:1 вдома, що дозволило перейти до наступного раунду. Офіційно оголосив про закінчення професійної кар'єри в липні 2008 року.
Після сварки з дружиною 22 квітня 2011 року викинувся з вікна своєї квартири на 36-му поверсі. За повідомленнями поліції, причиною сварки стало те, що подружжя не поділило гроші.